# 今晚打喪屍
《今晚打喪屍》（英語：Zombiology: Enjoy Yourself Tonight）是一部2017年由新晉導演盧煒麟執導的香港喪屍電影，由白只、張繼聰、萬梓良、吳家麗、顏卓靈及王敏奕主演，並由《打擂台》導演鄭思傑監製。本片主要是根據余兒所著的香港暢銷小說《今晚打喪屍》改編而成，電影故事之世界觀是與小說互相緊扣。這部喪屍電影是香港近年少有集科幻、恐怖、動作、感情以及攪笑於一身的片類。
本片是萬梓良及吳家麗繼1989年電影《鐵漢柔情》後，相隔28年後再度合作。

## 劇情
龍（白只飾）與讓（張繼聰飾）兩個行為古怪、吊兒郎當的熱血青年，認定自己是拯救地球的英雄。
然而，龍對身邊不如意的事無能為力：從小生活的家將被拆遷；養母珊姐（吳家麗飾）終日悶悶不樂；父親（萬梓良飾）刑滿出獄卻教龍生厭；眼見讓主動追求珊姐的外甥女真一（顏卓靈飾），自己心儀的明星以璇（王敏奕飾）卻遙不可及...
今夜，龍最愛卡通片《天地雙龍》中的怪物竟然靜悄悄出現於城市之中，將市民逐一變成喪屍！喪屍危機始於城中爆發，烽煙四起，交通大亂！其時龍父竟然帶了珊姐外出遊玩，真一也不知所踪！龍想搏命一闖喪屍城救回家人，同時意識到自己只是個耍嘴皮子的廢青，但龍決定不再逃避現實，今晚一定要打喪屍！

## 演員
| 演員   | 角色         | 介紹 | 使用武器   |
| 白只   | 牛山龍       | 少年時的牛山龍因母親逝世及父親入獄, 由珊姐收留養大, 個性害羞, 缺乏自信心！與周治讓一起長大以「天地雙龍」相稱, 妄想立心保衛地球。 | 爆蛋重力刀 |
| 張繼聰 | 周治讓       | 孤兒的周治讓與牛山龍一起長大以「天地雙龍」相稱, 為人勇敢而自命不凡，對真一心存愛意。                                             | 喪屍血滴子 |
| 萬梓良 | 牛榮         | 牛山龍父親牛榮, 為人豪氣但率直, 為籌兒子藥費替人頂罪而入獄, 出獄後找珊姐贖罪報恩，最後為兒子賠了生命。                           | 恩怨老牛   |
| 吳家麗 | 葉彩珊(珊姐) | 繼承祖傳粵劇社之珊姐，因早年車禍害死弟弟,自己也被撞成拐子, 誤會牛榮為車禍兇手, 最後得知真相後兩人冰釋前嫌。                      | 金剛降魔杵 |
| 顏卓靈 | 葉真一       | 外國完成學業後一心幫助姑媽珊姐守護劇社的葉真一, 為人機智勇敢, 表面上替龍及讓拍攝記錄片, 暗地裡隱藏著另一重要身份。               | 穿魂死光槍 |
| 王敏奕 | 聶以旋       | 跆拳道高手聶以旋, 亦是龍之偶像女神, 可惜在教堂舉行婚禮時被準新郎拋棄, 不能面對下自暴自棄, 直至遇上牛山龍．．．                   | 聶以旋風刀 |
| J.Arie | 老師         | |            |
| 鄒文正 | 啦啦隊       | |            |
| 岑日珈 | 啦啦隊       | |            |
| 李嘉進 | 啦啦隊       | |            |
| 崔碧珈 | 秀平         | 牛山龍之前度女友 |            |
| 蘇偉泉 | 拳王喪屍     | |            |
| 章名   | 馬評人       | |            |
| 文東   |              | |            |
| 朱栢謙 | 金氏兄       | |            |
| 朱栢康 | 金氏弟       | |            |
| 楊偉倫 | 蛋           | |            |
| 陳文進 | 撳釘華父     | |            |
| 韋羅莎 | 撳釘華母     | |            |
| 鄧廷軒 | 撳釘華       | |            |
| 周祉君 | 看更         | |            |

## 上映
《今晚打喪屍》會於香港、澳門、台灣、馬來西亞、新加坡及拉丁美洲上映。 

## 獎項及提名
《今晚打喪屍》入圍競賽單元如 西班牙錫切斯奇幻電影節、瑞士納沙泰爾國際奇幻影展，以及第16屆 紐約亞洲電影節「閉幕日」電影。
| 電影節名稱                                                                 | 類別                                         | 名字 | 結果 |
| -------------------------------------------------------------------------- | -------------------------------------------- | ---- | ---- |
| 西班牙錫切斯奇幻電影節 (SITGES - International Fantastic Film Festival)    | 午夜極限單元                                 |      |      |
| 瑞士納沙泰爾國際奇幻影展 (Neuchâtel International Fantastic Film Festival) | New Cinema from Asia Competitive Section     |      |      |
| 紐約亞洲電影節 (New York Asian Film Festival)                              | Hong Kong Panorama - "Hong Kong Young Blood” |      |      |
|                                                                            |                                              |      |      |

## 主題曲
- 「雙截龍」(MTV連結（页面存档备份，存于）)

作詞：梁柏堅　作曲、編曲、歌曲監製：波多野裕介　主唱：白　只、張繼聰

## 拍攝場地(部分)
- 官涌街市、山道花園及山道排水隧道。

## 外部連結
- 《今晚打喪屍（页面存档备份，存于）》在百老匯電影頁面
- 《今晚打喪屍（页面存档备份，存于）》Facebook主頁連結